# La via della finestra
La via della finestra, settimo lavoro di Riccardo Zandonai, vide come interpreti principali nella prima rappresentazione della prima versione a Pesaro il soprano Juanita Caracciolo (Gabriella) e il tenore Ferdinando Ciniselli (Renato).

## Trama
Atto I
In una villa immersa nella campagna toscana dell’Ottocento, la giovane sposa Gabriella vive una relazione tormentata con il marito Renato, continuamente messa alla prova dalla presenza invadente della madre di lei, la Marchesa. La scena si apre con un violento alterco: Gabriella e sua madre accusano Renato di nutrire un interesse per la Contessa Certaldi, una vicina che ha invitato i coniugi a una festa. Renato insiste per partecipare, ma le due donne cercano di impedirglielo, arrivando a rinchiudersi in una stanza per protesta.
Entra in scena il Marchese Zio, un uomo di spirito e dal ruolo risolutivo. Ascoltato il racconto di Renato, il Marchese elabora un piano per smorzare le tensioni. Nel frattempo, Gabriella, esasperata dalle accuse di Renato di essere troppo drammatica, minaccia di suicidarsi. Con un gesto teatrale, si getta da una finestra, ma atterra su un carro di fieno posizionato strategicamente, rivelando la messinscena con una risata fuori campo. Il primo atto si chiude con un coro campestre, che riflette l’atmosfera allegra e burlesca della vicenda.
Atto II
Nel secondo atto, la storia si sposta su un vivace sfondo rurale. Giovanna, la governante di Renato, organizza una festa per celebrare il proprio anniversario di matrimonio. La scena si anima con danze popolari, tra cui il Trescone, un’antica danza toscana. Renato partecipa con entusiasmo, suscitando nuovamente l’ira della Marchesa e di Gabriella, che minacciano di abbandonarlo.
Il Marchese Zio, ancora una volta, interviene con un piano. Durante un colloquio con Renato, convince Gabriella, nascosta nei pressi, ad ascoltare le condizioni per una possibile riconciliazione. La più singolare tra queste è che Gabriella debba tornare dal marito "per la stessa via da cui è uscita": la finestra.
Nel finale, Gabriella accetta il bizzarro ultimatum. Con l’aiuto di Giovanna, scala il balcone della villa, chiedendo umilmente perdono. Renato la accoglie a braccia aperte, e lo Zio, compiaciuto, invita la Marchesa a unirsi ai festeggiamenti. L’opera si chiude in un’atmosfera di leggerezza e riconciliazione, sottolineata da una melodia che celebra la primavera e l’amore ritrovato.